# Penha e Costa
António Francisco Nobre Guedes da Penha e Costa é um arquiteto português.

## Biografia
Filho de João António de Meneses Pita e Castro da Penha e Costa e de sua mulher Adelaide Maria de Magalhães Coutinho Nobre Guedes, sobrinha-bisneta do 1.° Visconde de Ferreira do Alentejo.
Destacam-se entre os seus projetos arquitetónicos, os seguintes: 
- Edifício no cruzamento da Rua Castilho n.º 223-233 com a Rua D. Francisco Manuel de Melo n.º 2 a 8 (projecto conjunto com Manuel Salgado e Sérgio Coelho - Prémio Valmor, 1980.